# Cáseda
Cáseda es una villa y un municipio español de la Comunidad Foral de Navarra, situado en la merindad de Sangüesa, en la comarca de Sangüesa y a 59,5 km de la capital de la comunidad, Pamplona. Su población en 2015 era de 989 habitantes (INE). Dentro de su término municipal se encuentra también el concejo de San Isidro del Pinar (22 hab.).

## Toponimia
Aunque con dudas, para el lingüista Mikel Belasko su etimología estaría compuesta de la raíz casa más un sufijo abundancial -eda. El investigador se hace eco de aportaciones de otros autores afirmando que, sobre el topónimo, «Ricardo Ciérbide opina que es claramente romance» aunque no aporta la etimología; por su parte Julio Caro Baroja afirma que «en habla pirenaica "casieta" es diminutivo de casa» pero encontramos ya en el siglo IX el uso de "Caseda". En la documentación antigua se registran otras formas como: Caseda, Casseda, Cassedam y Quasseda.
Patxi Salaberri demuestra que «el mismo nombre fue utilizado también en euskera: Caseda videa (1723, Leache)». Actualmente el nombre de la localidad en este idioma es Kaseda, adaptado a las normas ortográficas de este idioma.

## Geografía
La localidad se encuentra situada en la parte oriental de la Comunidad Foral de Navarra y al sureste de la Merindad de Sangüesa. Su término municipal tiene 85,61 km² y limita al norte con Aibar y Sada al oeste con Gallipienzo, al este con Sangüesa, Javier y en la provincia de Zaragoza (Sos del Rey Católico y Sofuentes) y al sur con Carcastillo.

#### Relieve
La localidad se sitúa en un cerro, en la margen izquierda del río Aragón, próximo a la falda del monte de San Pedro. Desde el pueblo se puede ver a lo lejos, y de oeste a este: la sierra de Ujué (Gallipienzo), el alto de Lerga, la sierra de Izco, la sierra de Leyre y la sierra de Peña. Al sur del municipio queda el monte de San Pedro como parte de la sierra de Peña que atraviesa el término de este a oeste. Esta panorámica puede resultar algo engañosa ya que la mayor parte de la extensión de Cáseda está situada precisamente al sur de la sierra Peña-San Pedro. Por ello vamos a diferenciar varias unidades de relieve de norte a sur.
Entrando por la carretera que llega de Aibar nos encontramos con unas terrazas (Saso) que van descendiendo hasta llegar a la altura del río Aragón (370-400 m sobre el nivel del mar). Llegado al pueblo comienzan las estribaciones de la sierra de Peña-San Pedro (monte de San Pedro 892 m s. n. m.) que atraviesa el término de este a oeste y desciende de forma suave hacia el piedemonte meridional donde mayor extensión se aprecia, siendo la llanura el relieve predominante, roto por las elevaciones del monte de El Pinar de Cáseda (592 m s. n. m.) a la altura de la población de San Isidro del Pinar.

#### Hidrografía
En cuanto a la hidrografía casedana, el río Aragón es la principal corriente de agua. El Aragón atraviesa el territorio a la altura de la localidad de este a oeste, entrando de Sangüesa y dejándonos para regar Gallipienzo. Varios barrancos surcan las tierras del resto del término tanto al norte como al sur de San Pedro.
Muy cerca del río llegan las aguas del Canal de las Bardenas. Viene de Sangüesa y es visible hasta llegar a la falda de San Pedro. Allí, en la boca del túnel, se introduce en el monte y lo atraviesa de lado a lado. Vuelve a surgir y a ocultarse para salvar El Pinar de Cáseda. A la salida de dicha altitud toma dirección a Sofuentes y Cinco Villas. Este canal permite regar grandes zonas del sur del término municipal.

## Demografía
Cáseda cuenta con una población de 943 habitantes (INE 2024).
| Gráfica de evolución demográfica de Cáseda entre 1842 y 2021                                                          |
| |
| Población de derecho según los censos de población del INE. Población de hecho según los censos de población del INE. |

## Economía
En Cáseda se funda en 1975 el Grupo Viscofán, que comienza la producción y comercialización de productos para envolturas de celulósica para fiambres. Sus fundadores fueron Jaime Echevarría Abona y los hermanos Leopoldo y Luis Michelena. 
A partir de 1986 se convirtió en una de las mayores empresas de producción de envolturas del mundo mediante su cotización en bolsa y su expansión internacional. Aunque la sede del grupo se encuentra en Tajonar (Navarra), actualmente en Cáseda se mantiene el centro productivo más completo y avanzado tecnológicamente del grupo y de la industria mundial de envolturas, con plantas de extrusión y plisado de celulósica, colágeno y fibrosa, además de plásticos nanopack.
Esta planta genera alrededor de 700 puestos de trabajo directos y por tanto un gran dinamismo económico en la zona entre industrias indirectas y servicios.

## Administración y política
| Partido político                               | 2019  | 2019       | 2015  | 2015       | 2011  | 2011       | 2007  | 2007       |
| Partido político                               | %     | Concejales | %     | Concejales | %     | Concejales | %     | Concejales |
| Agrupación San Zoilo de Cáseda (ASZC)          | 55,11 | 4          | 57,23 | 5          | 54,52 | 5          | 51,11 | 5          |
| Izquierda de Cáseda-Kasedako Langileak (IC-KL) | 38,59 | 3          | 38,77 | 4          | 21,52 | 2          | 16,34 | 1          |
| Partido Socialista de Navarra (PSN-PSOE)       | —     | —          | —     | —          | 21,52 | 2          | —     | —          |
| Agrupación Popular de Cáseda (APC)             | —     | —          | —     | —          | —     | —          | 29,02 | 3          |

- A partir de las elecciones de 2019 el consistorio casedano pasó a estar conformado por 7 concejales y no 9, debido a haber descendido la población del municipio por debajo del límite de 1000 habitantes.

| Mandato           | Nombre del alcalde            | Partido político |
| ----------------- | ----------------------------- | ---------------- |
| 2007 - 2011       | Jesús Antonio Esparza Iriarte | ASZC             |
| 2011 - 2015       | Jesús Antonio Esparza Iriarte | ASZC             |
| 2015 - 2019       | Jesús Antonio Esparza Iriarte | ASZC             |
| 2019 - 2023       | Jesús Antonio Esparza Iriarte | ASZC             |
| 2023 - actualidad | Jesús Antonio Esparza Iriarte | ASZC             |

## Cultura

### Deporte
El Club de Fútbol Beti Casedano es el equipo de fútbol de la localidad. Actualmente juega en el grupo 1 de la Regional Preferente de Navarra

### Patrimonio
- Ermita de San Zoilo[7]
- Ermita del Calvario.

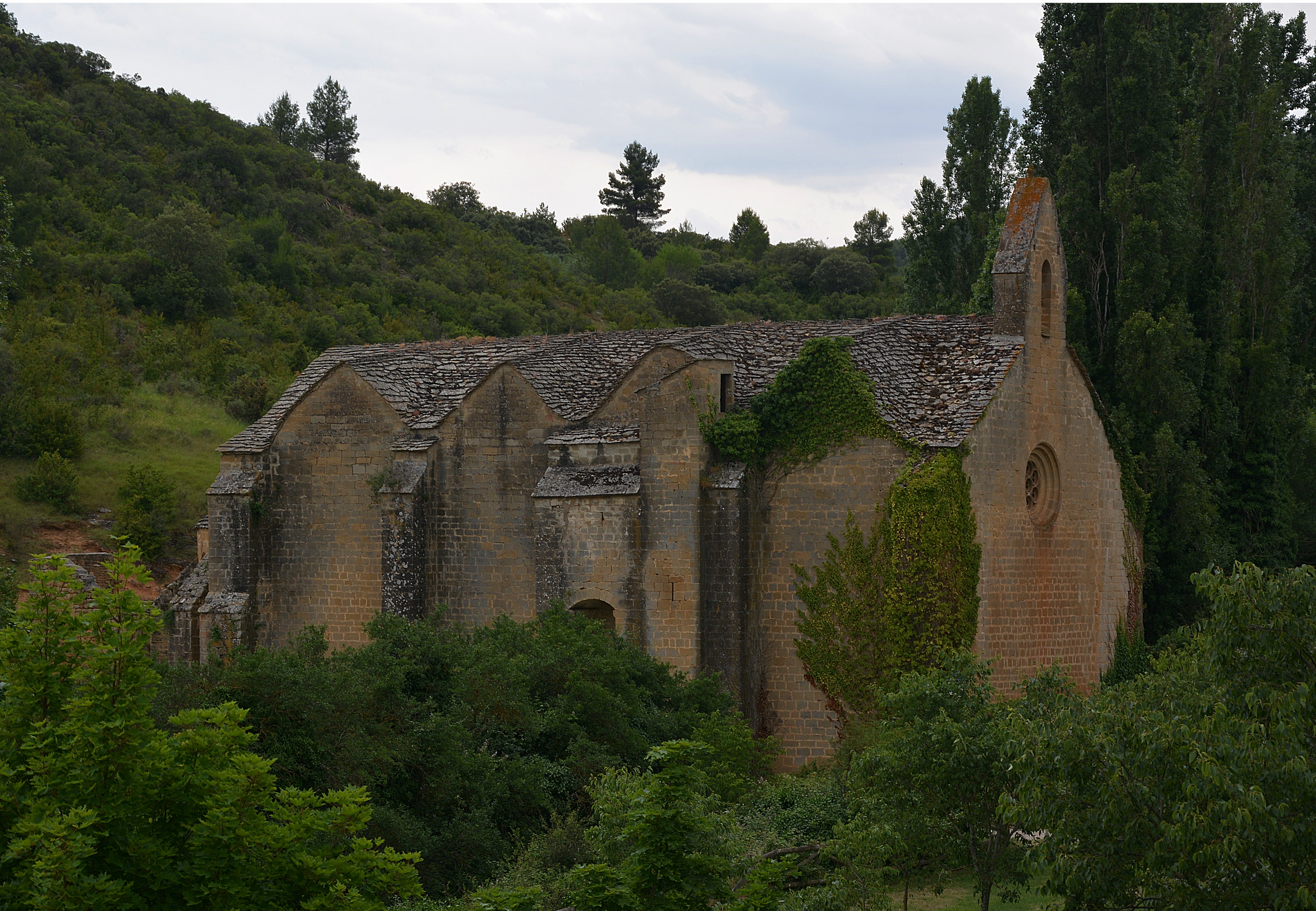
Ermita de San Zoilo

- Parroquia Santa María de la Asunción.[8]
- Casa de cultura.

### Fiestas
- 5 de febrero: Fiestas patronales en honor a Santa Águeda
- 9 de septiembre: Fiestas grandes en honor a Las Reliquias